# Правас, Шарль-Габриэль
Шарль-Габриэль Правас (фр. Charles-Gabriel Pravaz; 24 марта 1791, Пон-де-Бовуазен, — 23 июня 1853, Лион) — французский врач-хирург, один из изобретателей современного шприца.

## Биография
В 1815 году окончил Политехническую школу и посвятил себя медицине. В 1824 году получил звание доктора. В 1829 году основал ортопедический институт. C 1835 года и до конца жизни жил и работал в Лионе.
Шарль Правас считается изобретателем шприца. В 1853 году он опубликовал функциональную конструкцию шприца, которая состояла из стеклянного цилиндра, заключенного в металлическую оправу с канюлей для трубчатых игл из серебра или золота, градуированного металлического штока с поршнем из асбеста, вулканизированного каучука или из дурита.

## Память
В честь Праваса назван лицей во Франции (фр. Lycée Charles Gabriel Pravaz).